# Pseudostellaria rupestris
Pseudostellaria rupestris là loài thực vật có hoa thuộc họ Cẩm chướng. Loài này được (Turcz.) Pax miêu tả khoa học đầu tiên năm 1934.